# Schots (taal)

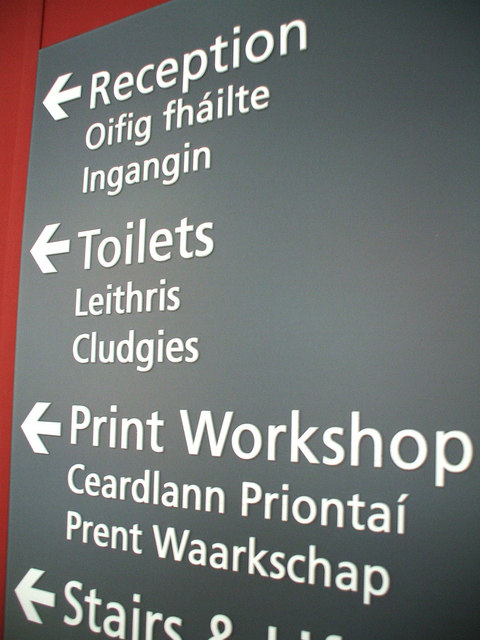
Een drietalig bord op Strule Arts Centre in Omagh, Noord-Ierland met Engels, Iers (midden) en een vorm van Ulster Schots (onder).

Schots, Laagland-Schots, Anglo-Schots, Ulster-Schots of Lallans (in de eigen taal Scots genaamd) is een term die door sommige taalkundigen gebruikt wordt voor het geheel van Germaanse dialecten dat wordt gesproken in Schotland en delen van Noord-Ierland en Ierland. Het wordt gezien als nauw verwant aan het Engels, maar te onderscheiden wegens aanzienlijke verschillen in woordenschat en uitspraak. Schots is dichter bij de Angelsaksische oorsprong gebleven dan het Engels. De Britse regering betwist de status van het Schots als 'taal', en ziet het Schots als een dialectgroep van het Engels. Argumenten daarvoor zijn het ontbreken van een Schotse standaardtaal en het bestaan van een dialectcontinuüm met de dialecten in Engeland.
In Schotland wonen ongeveer 1,5 miljoen mensen die Schots spreken. In Noord-Ierland ligt dit aantal op 30.000. Het Schots wordt officieel erkend als een onafhankelijke taal door de Europese Unie en wordt nu ook beschermd door deze organisatie.
In grote lijnen kent het Schots vijf dialecten:
- Noord-Schots, gesproken ten noorden van Dundee (vaak Doric genoemd) — en Zuidelijk Noord-Schots.
- Midden-Laaglands, gesproken van Fife en Perthshire tot Lothian en Wigtownshire.
- Zuidelijk Laaglands, gesproken in de Scottish Borders.
- Eiland-Schots, gesproken in Orkney en op de Shetlandeilanden.
- Ulster-Schots, gesproken in Noord-Ierland. Dit dialect wordt ook wel Ullans genoemd (een samentrekking van Ulster en Lallans).

Ondanks het grote aantal sprekers van de taal is het Schots voornamelijk een spreektaal, zonder een uniforme orthografie. Het Schots heeft enkele geschreven bronnen, alleen zijn deze erg oud en gering in aantal. Deze zijn vooral nagelaten door de Schots dichter Robert Burns (1759-1796). Er zijn enkele Schotten die het Schots nieuw bestaansrecht willen geven en de schrijftaal willen ontwikkelen. Breedgedragen is dit streven niet. Een onderzoek van de Schotse regering wees uit dat 64% van de Schotten Schots niet als een aparte taal beschouwde.